# Грачовка (Наровчатський район)
Грачо́вка (рос. Грачёвка) — присілок складі Наровчатського району Пензенської області, Росія.
Населення — 53 особи (2010; 77 у 2002).
Національний склад станом на 2002 рік:
- росіяни — 100 %